# گالیپولی (فیلم ۲۰۰۵)
«گالیپولی» (انگلیسی: Gallipoli (2005 film)) فیلمی در ژانر مستند است که در سال ۲۰۰۵ منتشر شد.